# Гондрексон
Гондрексо́н (фр. Gondrexon) — коммуна во французском департаменте Мёрт и Мозель региона Лотарингия. Относится к  кантону Бламон.	

## География
Гондрексон расположен в 45 км к востоку от Нанси. Соседние коммуны: Амнонкур на северо-востоке, Отрепьер на востоке, Шазель-сюр-Альб на юге, Рейон и Вео на западе, Лентре на северо-западе.

## История
Коммуна сильно пострадала во время Первой мировой войны.				

## Демография
Население коммуны на 2010 год составляло 33 человека.
| 1962 | 1968 | 1975 | 1982 | 1990 | 1999 | 2010 |
| ---- | ---- | ---- | ---- | ---- | ---- | ---- |
| 42   | 43   | 33   | 29   | 26   | 28   | 33   |